# Mac Miller
Malcolm James McCormick (19/1/1992 – 7/9/2018, nghệ danh: Mac Miller) là ca sĩ, rapper người Mỹ. Anh cũng là một nhà sản xuất nhạc dưới biệt hiệu Larry Fisherman.

## Thời thơ ấu
Malcolm James McCormick sinh năm 1992 tại Pittsburgh, Pennsylvania. Anh là con trai của bà Karen Meyers, một nhiếp ảnh gia người Do Thái, và ông Mark McCormick, một kiến trúc sư theo đạo Thiên Chúa.
Miller từng theo học các trường Winchester Thurston và Taylor Allderdice. Anh bắt đầu chơi piano từ năm 6 tuổi. Khi lên trung học phổ thông thì anh quyết định theo dòng nhạc hip hop.

## Qua đời
Miller chết vì dùng thuốc quá liều tại nhà riêng ở Studo City, L.A. vào ngày 7 tháng 9 năm 2018.